# Davies-Creek-Nationalpark
Der Davies-Creek-Nationalpark (englisch Davies Creek National Park) ist ein etwa 4,86 Quadratkilometer großer Nationalpark in Queensland, Australien. Bekannt ist der Park für die Davies Creek Falls, Wasserfälle, die über große Granitfelsen in mehreren Stufen nach unten stürzen.

## Lage und Zugang
Der Park befindet sich in den Atherton Tablelands und liegt etwa 16 Kilometer östlich von Mareeba und 25 Kilometer westlich von Cairns mit dem Dinden-Nationalpark in unmittelbarer Nachbarschaft. Zu erreichen ist der Park über den Kennedy Highway, auf etwa halbem Weg zwischen Mareeba und Speewah zweigt die Davies Creek Road ab, auf der man nach 6 Kilometern den Davies Creek Campground am Fuße der Wasserfälle erreicht.

## Landschaft
Die Landschaft des Davies-Creek-Nationalparks besteht größtenteils aus Tinaroo-Granit, der im frühen Perm, vor etwa 260 bis 270 Millionen Jahren, in die aus metamorphen Gestein bestehende Hodgkinson-Formation eindrang und diese teilweise überdeckte. Verwitterung und Erosion des metamorphen Gesteins legten den Granit frei. Über die freigelegten Gesteinsschichten aus Granit stürzt der Davies Creek, ein Nebenfluss des Barron River, in mehreren Stufen etwa 75 m nach unten.

## Flora und Fauna
Das Tal des Davies Creek ist geprägt von niedrigen, offenen Eukalyptuswald mit einzelnen Melaleucas und Akazien sowie Grasbäumen und Termitenhügel. Hier befindet sich auch eines von insgesamt drei Rückzugsgebieten des gefährdeten Northern Bettong (Bettongia tropica) aus der Familie der Rattenkängurus.